# 舍米耶-默莱
舍米耶-默莱（法語：Chemillé-Melay，法語發音：[ʃəmije məlɛ]）是法国曼恩-卢瓦尔省的一个曾短暂存在过的市镇，属于绍莱区。舍米耶-默莱于2013年1月1日由原市镇舍米耶和默莱合并而成。2015年12月15日，舍米耶-默莱和相邻的其它11个市镇合并为新市镇安茹地区舍米耶（Chemillé-en-Anjou），舍米耶-默莱为新市镇行政中心。

## 地理
舍米耶-默莱（47°12'44"N, 0°43'37"W）面积71.9 平方千米，位于法国卢瓦尔河地区大区曼恩-卢瓦尔省，该省份为法国西部内陆省份，大致对应安茹地区，北起顺时针与马耶讷省、萨尔特省、安德尔-卢瓦尔省、维埃纳省、德塞夫勒省、旺代省、大西洋卢瓦尔省和伊勒-维莱讷省接壤。
与舍米耶-默莱接壤的市镇（或旧市镇、城区）包括：尚佐、拉瑞默利耶尔、圣莱赞、拉沙佩勒鲁斯兰、圣乔治德加尔德、拉图尔朗德里、科塞当茹、瓦朗茹。
舍米耶-默莱的时区为UTC+01:00、UTC+02:00（夏令时）。

## 行政
舍米耶-默莱的邮政编码为49120，INSEE市镇编码为49092。

## 政治
舍米耶-默莱所属的省级选区为安茹地区舍米耶县。

## 人口
舍米耶-默莱于2013年1月1日时的人口数量为8822人。